# ناصر شراحيلي
ناصر شراحيلي لاعب كرة قدم سعودي ، يلعب في مركز الجناح .
لعب سابقاً لأندية الحمادة والفيصلي و الطائي والمجزل و الدرعية و المحمل.